# Resident Evil: Outbreak File 2
 (mars 2020).
Si vous disposez d'ouvrages ou d'articles de référence ou si vous connaissez des sites web de qualité traitant du thème abordé ici, merci de compléter l'article en donnant les références utiles à sa vérifiabilité et en les liant à la section « Notes et références ».
Resident Evil: Outbreak File 2 est un survival horror développé par Capcom Production Studio 1 et édité par Capcom, connu au Japon sous le nom de Biohazard: Outbreak: File 2 ( バイオハザードアウトブレイクFILE 2|Baiohazādo Autobureiku Fairu Tsu ? ), est un jeu Online. Il est sorti sur PlayStation 2 au Japon le 9 septembre 2004 ; 26 avril 2005 aux États-Unis, et le 26 août 2005 en Europe.
Après le succès de Resident Evil Outbreak au Japon, Capcom a annoncé une suite de Resident Evil Outbreak pour Automne 2004. Le jeu se déroule une fois de plus à Raccoon City, aux commandes des mêmes huit personnages que dans le premier. Cinq nouveaux scénarios sont disponibles, les quatre premiers étant jouables dès le début. Pour les versions pré-commandées au Japon, le jeu a été emballé avec une démo de Devil May Cry 3.

## Différences
Resident Evil Outbreak File 2 présente des différences avec son aîné :
- Il est désormais possible de ramasser un objet lorsque le personnage est effondré à terre.
- Chaque personnage a un objet spécial supplémentaire dans son inventaire, qu'il peut choisir de garder, d'abandonner ou de donner à ses coéquipiers.
- Les attaques physiques ou mouvements d'esquive des personnages ont été améliorés.
- Il est désormais possible de tirer en se déplaçant.
- La nouvelle visée automatique permet de viser constamment un ennemi, qu'il soit dans les airs ou au sol, ce qui permet d'abattre plus facilement les volatiles, notamment.
- Les voix des personnages ont toutes changé, bien que certaines présentent de fortes ressemblances avec les voix originales du premier épisode.
- Les personnages bonus se partagent une voix par type générique (une voix pour les personnages de type Kevin, une autre pour ceux de type Mark, etc.).

- Il est désormais possible de demander à un coéquipier d'utiliser un objet.
- Une commande a été ajoutée afin de pouvoir s'excuser auprès de ses coéquipiers.
- Les quatre premiers scénarios sont disponibles dès le début, il n'y a que le cinquième à débloquer.
- La distribution des objets spéciaux n'est dorénavant plus aléatoire.

## Scénarios
Le joueur peut choisir un scénario, le niveau de difficulté, un personnage, et sélectionner deux coéquipiers de son choix. En fonction du mode de difficulté choisi, les ennemis rencontrés ou les emplacements de certains objets varient. Le jeu comporte cinq scénarios : « Wild Things », « Underbelly », « Flashback », « Desperate Times » et « End Of The Road ».
À chaque scénario est associée une liste d’événements, comprenant des actions spéciales que le joueur doit effectuer pour atteindre 100 %. En finissant toutes les campagnes du jeu en mode Very Hard (Très Difficile), le joueur débloquera le Mode "Infini" dans lequel les armes de fortune ne se briseront plus au bout de quelques utilisations et les munitions pour les armes à feu seront illimitées.
Chaque scénario contient des objets dits "spéciaux". Ce sont des objets invisibles cachés dans le décor qui apparaissent au joueur sous la forme d'un texte lorsqu'il clique dessus. Ils sont répartis sur les quatre modes de difficulté. Trouver ces objets spéciaux permet de débloquer des costumes bonus dans la galerie. Il y a vingt objets spéciaux par scénario qui peuvent être trouvés par n'importe quel personnage, et il existe quatre objets spéciaux par personnage dans chaque scénario, qui ne peuvent être trouvés que par un personnage spécifique. Comme dans le premier épisode, il n'est possible d'en ramasser que 8 maximum par partie, cependant, la distribution aléatoire des objets spéciaux au lancement de la partie a été supprimée au profit d'une distribution fixe ce qui permet au joueur d'être certain de trouver l'objet s'il a choisi le bon mode de difficulté.
Le jeu est livré avec deux modes de jeu bonus, "Elimination" (1, 2 et 3) et "Showdown" (1, 2 et 3). Le premier propose de combattre divers ennemis présents dans les deux épisodes, au travers d'un dédale de pièces issues des dix scénarios des deux jeux qui s'enchaînent sans cohérence géographique (ex : le hall de l'Université a des portes pouvant mener au Zoo ou encore dans l'Hôtel). Le second permet d'enchaîner les boss de fin de chaque scénario ; dans Showdown 1, les joueurs affrontent les boss de fin de Resident Evil Outbreak, dans Showdown 2, les boss de fin de Resident Evil Outbreak File #2, et dans Showdown 3, les boss des deux épisodes réunis, avec deux combats supplémentaires contre des Tyrants.
Le jeu propose 5 scénarios. 
- Wild Things : afin de rejoindre un tramway, Cindy Lennox mène les survivants au Zoo de Raccoon City où sévissent encore des Zombies, des hyènes, des calaos, un crocodile, des lions et un éléphant appelé Titan.
- Underbelly : les survivants se réfugient dans le métro de Raccoon City, qui s'avère être aussi mal famé que le reste de la ville. Les joueurs devront survivre face aux Zombies et aux puces géantes pour s'enfuir soit via une voiture du métro, soit par un gigantesque conduit de ventilation.
- Flashback : Alyssa Ashcroft conduit les survivants en plein milieu de la forêt, où ils suivent un vieil homme jusqu'à un hôpital délabré envahi par les plantes. Une fois dans les lieux, plus de trace du vieil homme mais ils sont inlassablement poursuivis par un homme masqué armé d'une hache. Pour s'enfuir, ils devront affronter des Zombies Verts, résister aux assauts de l'homme à la hache, et éliminer l'énorme plante qui les empêche de s'enfuir. L'hôpital et l'infatigable poursuivant ne manqueront pas de rappeler le scénario The Hive du premier épisode, mais l'ambiance de Flashback en est totalement différente.

- Desperate Times : Les survivants se retrouvent au Commissariat de Raccoon City, lieu emblématique de la série, introduit pour la première fois dans Resident Evil 2 et partiellement revisité dans Resident Evil 3. Afin d'aider l'un des policiers survivants à aller chercher de l'aide, les joueurs devront rassembler un certain nombre d'éléments dispersés dans la bâtisse, dont seule la partie Est a été rendue accessible, y compris les sous-sols. En plus de gaz toxique diffusé dans les pièces à intervalles réguliers, les joueurs devront survivre aux attaques de Zombies, de Cerbères et de Corbeaux et abattre des hordes de Zombies en attendant l'arrivée des secours.
- End Of The Road : Pour s'enfuir de Raccoon City, David King et le reste des survivants apportent leur aide à deux scientifiques dans un laboratoire de la société Umbrella mais tout ne se passe pas comme prévu. Du laboratoire aux rues de Raccoon City, en repassant par des décors vus dans Resident Evil Outbreak (des rues visitées dans Outbreak et le hall de l'hôtel exploré dans Hellfire), il faudra survivre aux assauts des Hunters, de Tyrants infatigables, de Zombies, d'araignées géantes et même d'un sniper. C'est le seul scénario, à l'instar d'Outbreak qui permet d'escorter un personnage survivant. Et tout comme dans Underbelly, il est possible de choisir entre deux fins différentes : s'échapper en hélicoptère ou partir en voiture. Dans le dernier cas, un boss supplémentaire sera présent : Nyx, un ABO qui a la faculté d'absorber les matières organiques. Le scénario se termine sur l'inévitable bombardement de Raccoon City tel qu'introduit dans Resident Evil 3 et déjà repris dans le scénario Decisions, Decisions de Resident Evil Outbreak.

## Nouveaux objets des personnages
En plus des objets spécifiques que chaque personnage possédait déjà dans le premier épisode, dans la cinquième case de l'inventaire, un nouvel objet a fait son apparition pour chacun :
- Kevin Ryman : Un chargeur pour son pistolet .45.
- Mark Wilkins : Un chargeur pour son pistolet 9 mm.
- Jim Chapman : Une pièce porte bonheur lui permettant d'augmenter de 5 % ses chances de tir critique, d'allonger la durée de vie des armes de fortune (bâtons en bois, barres de fer, marteau...) et d'empêcher que ses armes à feu ne soient cassées par les hunters.
- George Hamilton : Un lance-pilules qui s'équipe comme une arme, et vise automatiquement les alliés pour les guérir en leur tirant dessus.
- David King : Un briquet.
- Alyssa Ashcroft : Un taser, rechargeable avec les batteries que l'on peut trouver dans le jeu.
- Yoko Suzuki : Un talisman qui ralentit la progression de la jauge de virus, et protège celui qui le porte des attaques fatales d'un ennemi.
- Cindy Lennox : Un garrot pour stopper les hémorragies. Cindy peut stopper l'hémorragie d'un coéquipier simplement en l'épaulant.

Ces objets ne sont pas dans un emplacement fixe de l'inventaire et peuvent donc être jetés, donnés, échangés avec d'autres joueurs.
Les PNJ disposent également d'un objet supplémentaire dans leur inventaire (spray de soins, balles de pistolet, pilules antivirus...).

## Mode Online
Le 31 mars 2007, Capcom a fermé les serveurs PAL et NTSC.
Depuis 2013, grâce à un programmeur passionné, il est possible de rejouer online aux deux épisodes via un serveur privé : Obsrv.org (pour Outbreak Server).